# 橢圓畫像
《橢圓肖像》(The Oval Portrait)是美國作家埃德加·愛倫·坡於1842年發表的恐怖短篇小說，情節涉及到城堡中肖像和周圍令人不安的情況。
這是愛倫坡最短的故事之一，在1842年首次發行時僅佔兩頁。

## 外部連結
- 维基文库中的相關文獻：en:The Oval Portrait
- 维基共享资源上的相關多媒體資源：橢圓畫像
- Full text on PoeStories.com （页面存档备份，存于） with hyperlinked vocabulary words
- LibriVox中的公有领域有声书《The Oval Portrait》